# Famille de Milwaukee
 (août 2017).
Si vous disposez d'ouvrages ou d'articles de référence ou si vous connaissez des sites web de qualité traitant du thème abordé ici, merci de compléter l'article en donnant les références utiles à sa vérifiabilité et en les liant à la section « Notes et références ».
La famille de Milwaukee ou famille Balistrieri est une famille du crime organisé italo-américaine, installée dans la ville de Milwaukee dans le Wisconsin (États-Unis), plus connue sous le nom de Cosa nostra. Le parrain le plus important de cette famille était Frank « Mr. Big » Balistrieri. Ce dernier était lourdement impliqué dans les opérations de blanchiment d'argent de Las Vegas des années 1950 aux années 1980. En 2011, les autorités estiment que la famille est pratiquement éteinte. L'Outfit de Chicago s'est depuis installée sur le territoire récupérant ainsi toutes les opérations de racket.

## Parrains de la famille de Milwaukee
- 1918-1921 - Vito Guardalabene - parrain, mort le 6 février 1921 de causes naturelles.
- 1921-1927 - Peter Guardalabene - parrain jusqu'en 1927, fils de Vito Guardalabene.
- 1927 - Joseph Amato - parrain, décédé de causes naturelles le 28 mars 1927.
- 1927-1949 - Joseph Vallone - parrain, la Commission décide que la famille de Milwaukee doit rester sous le contrôle de l'Outfit (famille de Chicago). Vallone prend sa retraite en 1949, il meurt de causes naturelles le 18 mars.
- 1949-1952 - Sam Ferrara - parrain, les membres de sa famille et celle de l'Outfit de Chicago ont voté pour sa démission.
- 1952-1961 - John Alioto - parrain, il forma son beau-fils Frank Balistrieri au racket. Ce dernier augmenta grandement dans Milwaukee.
- 1961-1993 - Frank « Mr. Big » Balistrieri - parrain, emprisonné de mars 1967 à juin 1971. À la fin des années 1970, il collabore avec ses fils, Joseph et John, avec un caporegime de la famille Bonanno Michael Sabella. Il est de nouveau emprisonné de 1983 à 1991 pour sa participation au vaste racket des casinos de Las Vegas, il décède de mort naturelle en 1993. 
  - Parrain par intérim 1967-1971 & 1983-1993 - Peter Balistrieri - Underboss, frère de Frank Balistrieri, il devient parrain en 1993.
- 1993 - Peter Balistrieri - mort de causes naturelles le 17 août 1993.
- 1997-présent - Joseph P. Caminiti - Consigliere, il semblerait qu'il partage le pouvoir avec le fils de Frank Balistrieri, Joseph.